# Poto (espècie)
El poto o potto (Perodicticus potto) és una espècie de primat estrepsirrí de la família dels lorísids. És l'únic membre del gènere monotípic Perodicticus. El poto també és conegut amb el nom de poto de Bosman, a causa del seu suposat descobriment, i en algunes parts angloparlants d'Àfrica és anomenat softly-softly (en català, suaument-suaument).

## Subespècies
El poto té 4 subespècies reconegudes:
- Perodicticus potto edwardsi
- Perodicticus potto ibeanus
- Perodicticus potto potto
- Perodicticus potto stockleyi

No obstant això, les diferències entre potos és significativa, i de fet podrien ser més d'una espècie. Algunes espècies estretament relacionades també contenen la paraula "poto" en el seu nom: les dues espècies de poto daurat (també conegudes com a anguatibs) i el fals poto. De fet, el fals poto podria ser la mateixa espècie que el poto.

## Hàbitat
El poto viu als dossers de les selves de l'Àfrica, des de Guinea fins a Kenya i d'Uganda al nord de la República Democràtica del Congo.

## Descripció física

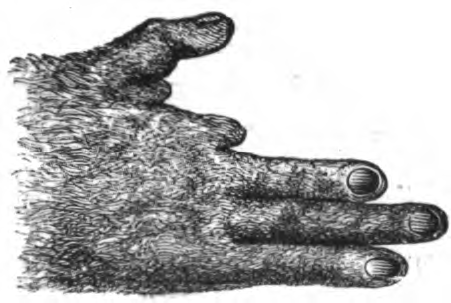
Mà d'un poto (Mivart 1871)

Els potos (l'espècie) creixen fins a entre 30 i 40 centímetres, i tenen una cua d'entre 3 i 10 centímetres, i un pes màxim d'1,5 quilograms. El seu pelatge dens i llanós és de color gris marronós. Té dit índex vestigial, encara que tenen polzes oposables que li permeten agafar-se a les branques amb fermesa. El segon dit dels peus té una urpa fina, que és típica dels estrepsirrins. Tres de les vèrtebres del coll del poto tenen punxes afilades que gairebé perforen la pell, i són utilitzades com a armes defensives. Tant els mascles com les femelles tenen grans glàndules odoríferes sota de la cua (a les dones, la inflamació formada per les glàndules es coneix com a pseudo-escrot), que s'utilitzen per marcar el seu territori i per reforçar els vincles de parella. Els potos tenen una olor característica que alguns observadors han comparat amb el curri.
A les mans i als peus, el tercer i quart dits estan connectats per un plec de pell fina, mentre que del tercer al cinquè dit hi ha una capa de pell que els uneix per la base.

## Comportament
El poto és un animal nocturn i arborícola, que dorm durant el dia entre les fulles, i que gairebé mai baixa dels arbres. Són criatures tranquil·les que es mouen lentament i amb molta cura, sempre agafades d'una branca com a mínim amb dues extremitats. El seu crit més comú és un crit d'alta freqüència, que s'utilitza principalment entre mares i cries.
En un estudi del 1964 sobre la cognició dels prosimis, veieren potos explorant i manipulant objectes desconeguts, encara que només aquells objectes encebats amb carn. Es van mostrar més curiosos que els loris i alguns gàlags, però menys que els lèmurs.
Els potos viuen en territoris sòlids que marquen amb orina i secrecions glandulars, i que són vigilats amb vehemència contra els intrusos del mateix sexe, tot i que el territori de cada mascle s'encavalca generalment amb els de dos o més femelles. Les femelles donen part dels seus territoris a les seves filles, però els fills abandonen el territori de la seva mare quan són madurs.
L'esperança de vida més prolongada mai registrada en captivitat és de 26 anys.

### Dieta
Estudis del contingut estomacal han mostrat que la dieta del poto està formada per un 65% de fruits, un 21% de gomes d'arbres i un 10% d'insectes. A més, ocasionalment, poden capturar ratpenats i petits ocells. Les seves mandíbules fortes els permeten menjar fruits i trossos de goma seca que altres espècies arborícoles no poden menjar. Els insectes que mengen tendeixen a emetre una forta olor, possiblement a causa del fet que els insectes més saborosos són capturats per criatures més ràpides.

### Sociabilitat
Ursula Cowgill, una biòloga de la Universitat Yale que es va ocupar de sis potos captius durant diverses dècades, es va adonar que semblaven formar relacions altruistes. Es va observar que els potos captius passaven el temps amb un company malalt i que emmagatzemaven menjar per algun que estigués absent. No obstant això, no hi ha confirmació que aquest comportament es produeixi a la natura.

### Reproducció
Com a part dels rituals de festeig, els potos sovint es troben per netejar-se mútuament. Això es fa freqüentment mentre pengen cap per avall d'una branca. La neteja consisteix a pentinar-se el pèl amb l'urpa del segon dit del peu i la pinta dental, i llepar-se per untar-se amb el mesc de les glàndules odoríferes.
Els potos s'aparellen cara a cara mentre pengen cap per avall d'una branca. Després d'un període de gestació d'uns 170 dies, les femelles donen a llum. Els parts són generalment d'una sola cria, encara que es donen casos de bessons. Quan neix la cria s'aferra al ventre de la mare, i més endavant la mare la porta a l'esquena, encara que també la pot deixar oculta entre les fulles mentre cerca aliment. Després de 4 o 5 mesos, les mares deslleten a les cries, les quals esdevenen madures als 18 mesos.

## Predadors
El potos tenen relativament pocs predadors, donat que els grans mamífers carnívors no poden pujar a les parts altes dels arbres on viuen, i que els ocells d'aquesta part d'Àfrica són diürns. Malgrat això, es va observar que una població de ximpanzés del Mont Assirik, al Senegal, s'alimentava de potos, que havien capturat en els seus llocs de descans durant el dia, encara que aquest comportament no ha estat vist en ximpanzés a cap altre lloc. Els potos que viuen prop de pobles, s'enfronten als humans, que els cacen per obtenir-ne la seva carn. De vegades són assetjats per la civeta de palmera africana, tot i que aquesta és en gran manera frugívora.
Quan se sent amenaçat, el poto amaga el seu rostre i colpeja el seu oponent amb el coll, fent ús de les seves vèrtebres poc comunes. A més, també pot mossegar amb força. La seva saliva té components que poden produir ferides que s'inflamen.

## Cultura popular
El poto no és particularment conegut per la gent de fora d'Àfrica, encara que alguns el coneixen de la seva aparició a les novel·les de Patrick O'Brian (Sèrie Aubrey-Maturin). El sobrenom de Virginia Woolf era 'Potto', i James Thurber va fer un esbos d'un poto per una sèrie de dibuixos animats d'animals. André Gide va escriure una història autobiogràfica titulada Dindiki ou le pérodictique potto.
També hi va haver una sèrie científica de curta durada per nens durant els anys 90 anomenada "Professor Potto's Videolab", en la qual una mascota de poto amistosa, el seu amic investigador, el Dr. Zeno, i el seu robot elefant, Big Maxx, ensenyaven ciència als nens, des de les selves d'Àfrica.